# Miss Africa Queen
Miss Africa Queen is een internationale missverkiezing voor Afrikaanse landen die sinds 2006 wordt gehouden. Het evenement werd opgericht door Zynab Ayesha Passah. De eerste twee edities vonden plaats in Ghana en werden ook gewonnen door Ghanese kandidates. Bij de eerste editie in 2006 namen achttien kandidates deel. In september 2008 zal Miss Africa Queen gehouden worden in Gambia.

## Winnaressen
| Datum       | Jaar | Winnares       | Land  | Gastland |
| ----------- | ---- | -------------- | ----- | -------- |
| september   | 2008 | ?              | ?     | Gambia   |
| 4 augustus  | 2007 | Mbagina Radebe | Ghana | Ghana    |
| 2 september | 2006 | Monica Mbillah | Ghana | Ghana    |